# جو کمپ
جو کمپ (انگلیسی: Joe Camp؛ زادهٔ ۲۰ آوریل ۱۹۳۹) یک فیلم‌نامه‌نویس، کارگردان، و تهیه‌کننده اهل ایالات متحده آمریکا است.